# 9. век
9. век је почео 1. јануара 801. и завршио се 31. децембра 900.

## Српски културни простори

### Друштво и политика
- Крајем IX века у Панонску низију се досељавају Угри(Мађари).

### Личности
Види такође: космолошка доба, геолошки еони, геолошке ере, геолошка доба, геолошке епохе, развој човека, миленији, векови године, дани